# Shanxia
Shanxia ist eine nur wenig bekannte Gattung der Vogelbeckensaurier (Ornithischia) aus der Gruppe der Ankylosauria.

## Merkmale
Von Shanxia sind bislang nur Bruchstücke des Schädels, einzelne Wirbel, Teile des Beckens sowie einzelne Gliedmaßenknochen bekannt. Aus diesen Funden lässt sich die Länge des Tieres auf rund 3,5 Meter schätzen. Auffälligstes Kennzeichen dieses Dinosauriers waren die schlanken, verlängerten hornartigen Auswüchse, die auf dem Schuppenbein (Squamosum) – einem Schädelknochen – saßen. Ähnliche hornartige Auswüchse sind zwar auch von anderen Ankylosauriern bekannt, diese sind jedoch meist kürzer und dicker als bei Shanxia. Der übrige Körperbau dürfte dem der anderen Ankylosauria entsprechen, so war der stämmige Rumpf vermutlich mit einer Panzerung aus Knochenplatten bedeckt. Der Dinosaurier bewegte sich quadruped (auf allen vieren) fort und ernährte sich von Pflanzen.

## Entdeckung und Benennung
Die fossilen Überreste von Shanxia wurden in der Huiquanpu-Formation in der chinesischen Provinz Shanxi entdeckt und 1998 erstbeschrieben. Der Name leitet sich vom Fundort ab, Typusart und einzig bekannte Art ist S. tianzhenensis. Die Funde werden in die späte Oberkreide (Maastrichtium) datiert.

## Systematik
Der systematische Status von Shanxia ist umstritten. Nach Meinung einiger Forscher könnte es sich dabei um ein Synonym von Tianzhenosaurus, der aus der gleichen Formation stammt, handeln. M. Vickaryous et al. (2004) führen Shanxia deshalb als nomen dubium.